# Ernst Haeckel
Aquest autor és citat en taxonomia animal amb el nom «Haeckel».

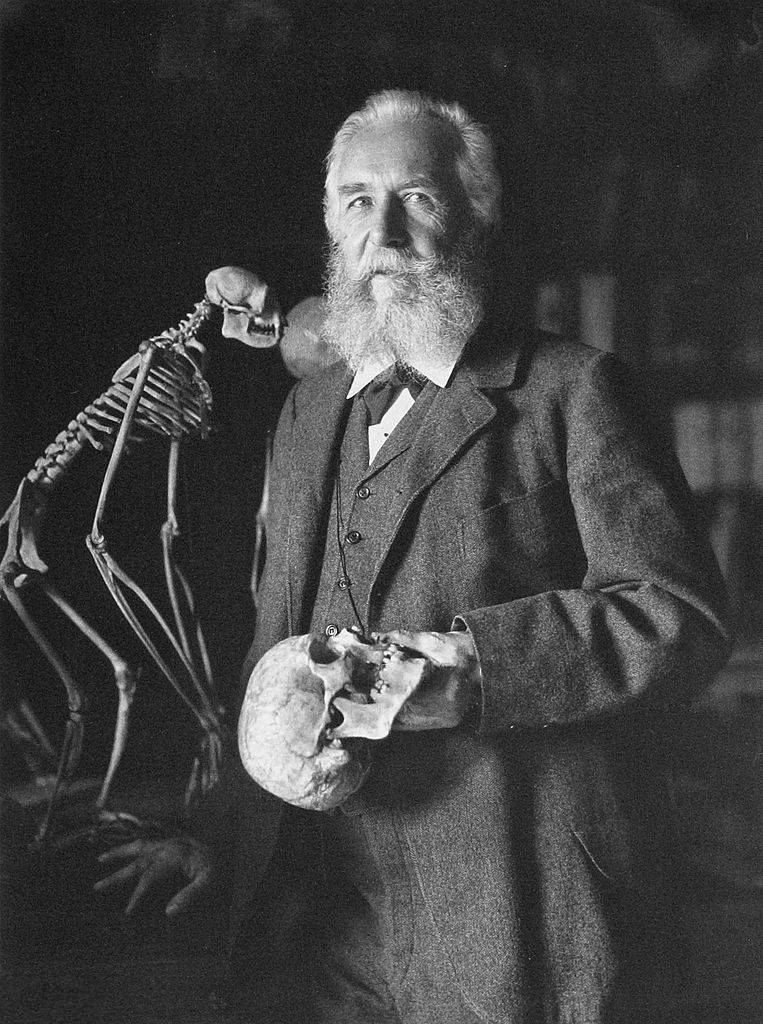
Ernst Haeckel

Ernst Heinrich Philipp August Haeckel (Potsdam, 16 de febrer del 1834 — Jena, 8 o 9 d'agost del 1919),
també conegut com a von Haeckel i que signava com a Ernst Haeckel fou un biòleg alemany, naturalista, filòsof, físic, professor i artista.
Ernst Haeckel va posar nom a milers de noves espècies; va fer un arbre evolutiu que relacionava totes les formes de vida llavors conegudes i va encunyar diversos termes de la biologia, incloent-hi fílum, filogènia, ecologia i el regne Protista. Va promoure les obres d'en Charles Darwin a Alemanya i va desenvolupar la controvertida teoria de la recapitulació, que indica que els canvis d'un organisme en l'ontogènesi són un resum del desenvolupament evolutiu de l'organisme: "l'ontogènesi recapitula la filogènia".
L'obra publicada de Haeckel inclou més de 100 il·lustracions detallades pluricromàtiques d'animals i criatures marines (vegeu: Kunstformen der Natur, Formes artístiques de la natura). Com a filòsof, va escriure Die Welträthsel (1895-1899, El misteri de l'univers), i creà el terme Welträthsel; i Llibertat en la ciència i l'ensenyament per donar suport a l'ensenyament de l'evolució.
En honor seu, s'ha posat nom al mont Haeckel als EUA Mount Haeckel i a l'asteroide 12323 Häckel.
La casa de l'Ernst Haeckel ("vil·la Medusa") a Jena (Alemanya) conté una biblioteca històrica.

## Vida

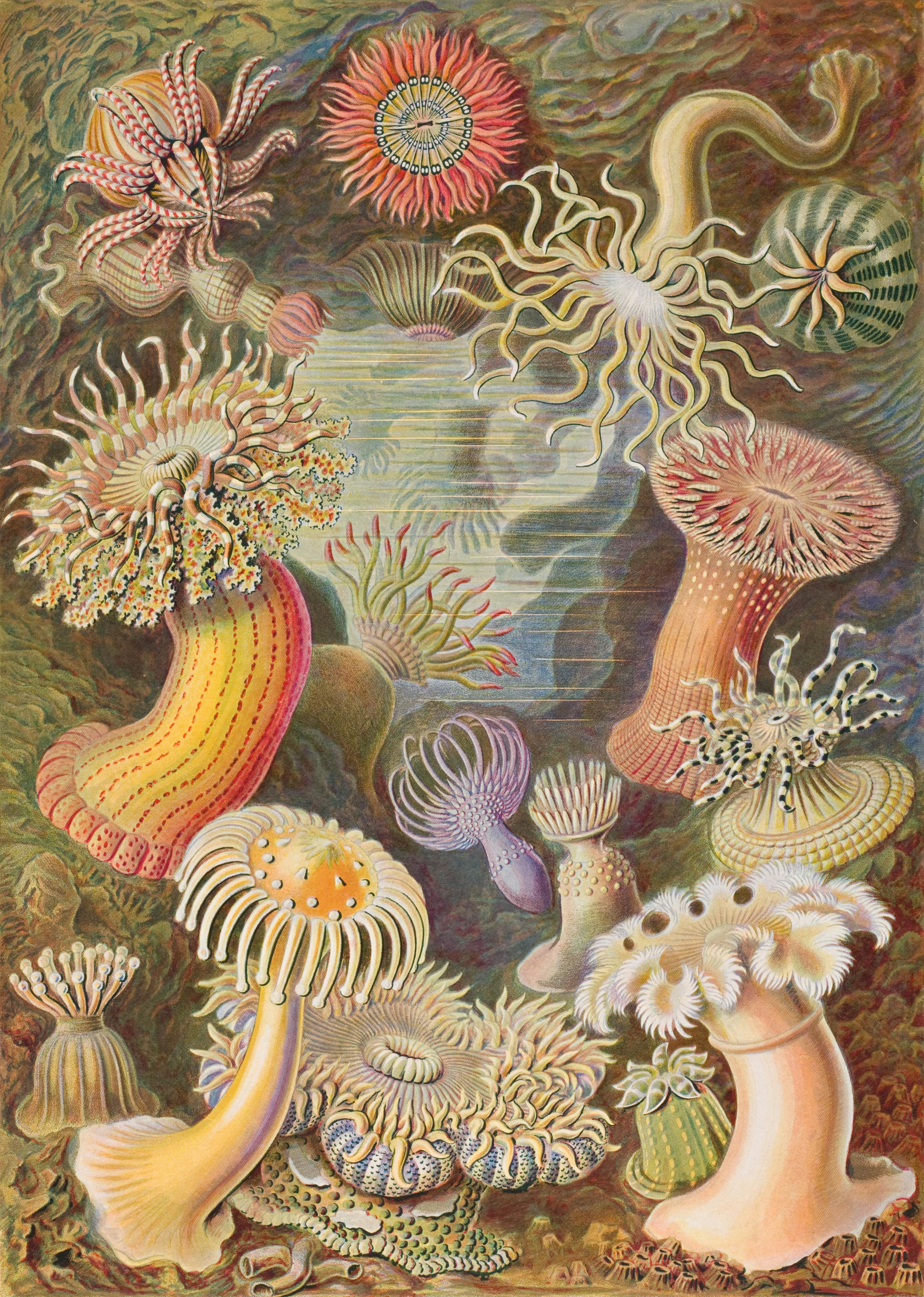
Anemones marines de Kunstformen der Natur, del 1904

Ernst Haeckel va néixer el 16 de febrer del 1834, a Potsdam (llavors part de Prússia).
Va completar els seus estudis el 1852, a Domgymnasium de Mersburg.
Llavors, va estudiar medicina a Berlín, amb Albert von Kölliker, Franz Leydig, Rudolf Virchow (amb qui va treballar breument com a ajudant), i amb l'anatomista-fisiòleg Johannes Peter Müller (1801-1858).
El 1857, Haeckel es va doctorar en medicina i va rebre una llicència per practicar-la. L'ocupació de metge, però, sembla que va perdre interès per part seva després d'entrar en contacte amb el patiment dels pacients.
Haeckel va estudiar amb Carl Gegenbaur a la Universitat de Jena durant tres anys, i aconseguí un doctorat en zoologia, abans d'esdevenir professor d'anatomia comparada a la mateixa universitat, en la qual va romandre durant 47 anys, en el període 1862-1909. Entre el 1859 i 1866, Haeckel va treballar en diversos grups d'invertebrats, entre els quals els radiolaris, les esponges de mar i els anèl·lids. Durant un viatge pel Mediterrani, Haeckel va descobrir i anomenar prop de 150 noves espècies de radiolaris.
 De fet, va anomenar milers de noves espècies entre el 1859 i el 1887.

Del 1866 al 1867, va fer un extens viatge per les Illes Canàries, període en què va tenir contacte amb Charles Darwin, Thomas Huxley i Charles Lyell. El 1867, es va casar amb Agnes Huschke, amb qui va tenir un fill, Walter, el 1868, i dues filles, Elizabeth i Emma el 1871 i 1873, respectivament. El 1869, va viatjar com a investigador a Noruega, el 1871 a Dalmàcia i el 1873 a Egipte, Turquia i Grècia. El 1909, es va retirar de l'ensenyament i el 1910 va apostatar del luteranisme.
La seva muller va morir el 1915 i ell va anar tornant-se més fràgil, i es va trencar un braç i una cama. Va vendre la mansió Medusa ("vil·la Medusa") el 1918 a la fundació Carl Zeiss. Va morir el 9 d'agost del 1919.

### Política
Haeckel va extrapolar una nova religió o filosofia anomenada monisme de la ciència evolutiva. Des del punt de vista del monisme de Haeckel, postula que tots els aspectes del món formen una unitat essencial, i l'economia, la política, i l'ètica són reduïts a la "biologia aplicada."
 Les seves escriptures i lectures del monisme varen ser, més tard, emprades per a proveir de justificacions científiques (o quasi científiques) el racisme, nacionalisme i darwinisme social.
Va suggerir que el desenvolupament de les ètnies era paral·lel al desenvolupament dels individus. Advocava per la idea que les ètnies primitives eren en la seva infància i necessitaven la supervisió i protecció de societats més madures.
Haeckel també assegurava que la "política és biologia aplicada", una citació emprada per diversos nazis. El partit nazi va fer servir no sols les citacions de Haeckel, sinó que també va fer ampli ús de la filosofia del monisme, que varen fer servir com a justificació del racisme, nacionalisme i darwinisme social.

## Recerca

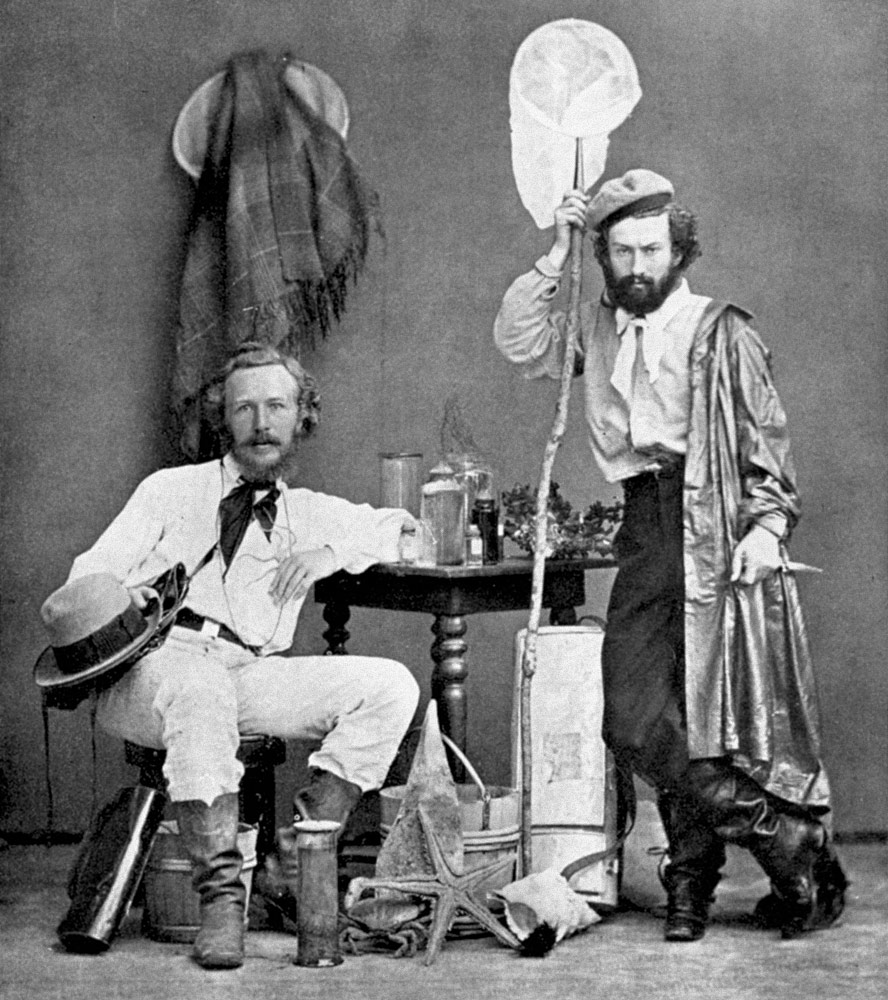
Haeckel (a l'esquerra) amb Nicholai Miklukho-Maklai, el seu ajudant en les Illes Canàries, el 1866

Haeckel fou un zoòleg, un artista i il·lustrador reconegut i, més tard, un professor universitari d'anatomia comparada. Tot i que les idees de Haeckel són importants en la història de la teoria evolutiva, i que fou un competent anatomista d'invertebrats, sobretot conegut pel seu treball amb els radiolaris, molts conceptes especulatius que va defensar són actualment considerats incorrectes. Així, per exemple, Haeckel va descriure i anomenar microorganismes ancestrals hipotètics que mai s'han pogut trobar.
Va ser un dels primers a considerar la psicologia com una branca de la fisiologia. Va proposar diversos termes actualment oblics com fílum, filogènia, ecologia, i va proposar el regne dels protists el 1866. Els seus principals interessos estaven centrats en l'evolució i processos de desenvolupament de la vida en general, com ara el desenvolupament de les formes no aleatòries, que va culminar amb el llibre d'il·lustracions Kunstformen der Natur (Formes artístiques de la natura). Haeckel no va donar suport a la selecció natural de les espècies, i fou un partidari del lamarckisme.

Haeckel va postular la "teoria de la recapitulació", que proposava un enllaç entre l'ontogènia (desenvolupament de l'individu) i la filogènia (evolució entre individus), resumit en la frase "l'ontogènia recapitula la filogènia". El seu concepte de recapitulació ha estat rebutjat en la forma exposada per ell (ara anomenada "recapitulació forta"). Va donar suport a les seves teories amb els dibuixos embrionaris que després s'ha dit que estaven massa simplificats i en part no eren acurats. Haeckel també va introduir el concepte d'"heterocrònia", que és el canvi en el temps de desenvolupar-se l'embrió al llarg del curs de l'evolució.
Fou una figura extravagant. A vegades, feia grans (i no científics) passos a partir de les proves disponibles. Per exemple, quan Darwin va publicar L'Origen de les Espècies (1859), no s'havien trobat encara restes d'ancestres humans. Haeckel va proposar que l'evidència de l'evolució humana es trobaria a les Índies Orientals Holandeses (ara Indonèsia), i va descriure amb grans detalls restes teòriques. Fins i tot, va anomenar una espècie encara no trobada com a Pithecanthropus alalus i va encarregar als seus estudiants que anessin a trobar-la. (Richard i Oskar Hertwig varen ser dos dels estudiants més importants que va tenir.)
Un estudiant, un jove holandès anomenat Eugène Dubois, va anar a les Índies orientals i va trobar les restes de l'humà de Java, les primeres restes humanes ancestrals mai trobades. Dubois va classificar-lo originalment amb el nom que havia triat Haeckel de Pithecanthropus, però més tard les restes varen ser reclassificades com a Homo erectus.

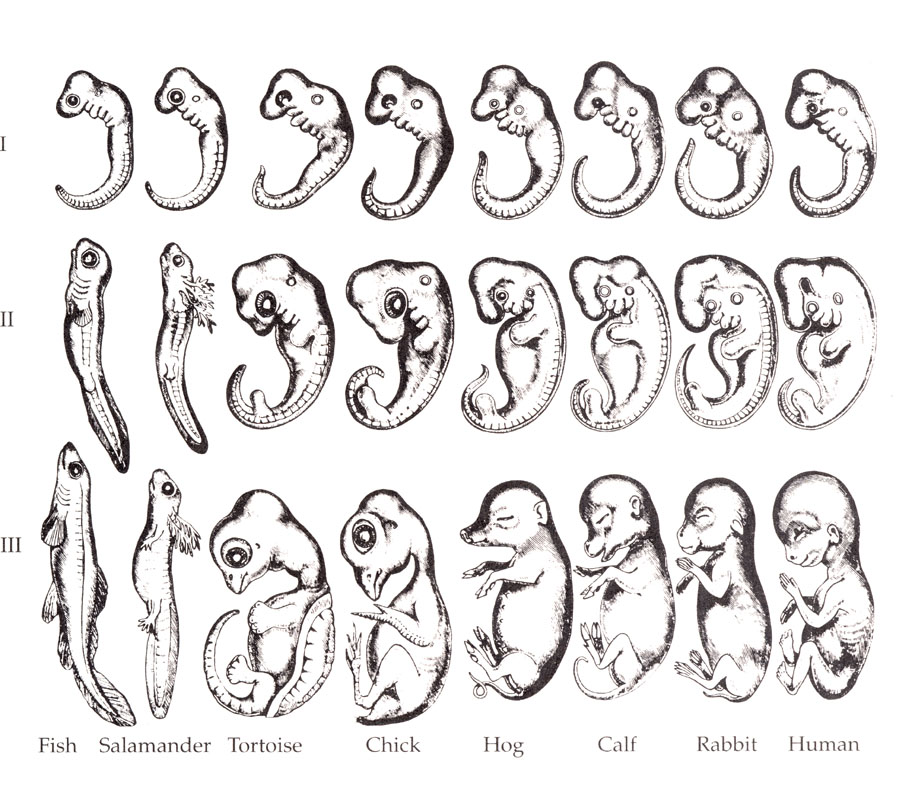
Còpia de Romanes (1892) dels controvertits dibuixos embrionaris de Haeckel. Els embrions de Haeckel varen ser mostrats en fons negre amb suaus ombres en les figures: es creu que Haeckel en va emfasitzar les similituds

L'any 1908, la Societat Linneana de Londres li atorgà la medalla Darwin-Wallace.

## Els dibuixos embrionaris
S'ha dit (Richardson, 1998; Richardson and Keuck, 2002) que alguns dibuixos embrionaris del 1874 de Haeckel varen ser sintetitzats.

Hi va haver múltiples versions d'aquests dibuixos embrionaris i Haeckel va rebutjar les afirmacions de frau, però va admetre un error que va corregir.
La controvèrsia implica diferents publicacions (vegeu més detalls en: teoria de la recapitulació).
Alguns creacionistes han afirmat que Darwin va confiar en els dibuixos de Haeckel com una prova de l'evolució,

implicant que la teoria de Darwin és, per tant, il·legítima i possiblement fraudulenta. Aquesta afirmació ignora que Darwin va publicar L'origen de les espècies el 1859 i L'origen de l'home el 1871, mentre que els dibuixos embrionaris són del 1874. En L'origen de l'home, Darwin va fer servir només dos dibuixos embrionaris, cap d'aquests tret d'en Haeckel.
S'ha afirmat que Ernst Haeckel va enviar un escrit el 9 de gener del 1909 a la publicació Münchener Allgemeine Zeitung que traduït seria: 
"una petita proporció dels meus dibuixos embrionaris (possiblement 6 o 8 d'un centenar) estan realment (en el sentit de la paraula del Dr. Brass) "falsificats" —tots aquests pel fet que el material per a la inspecció és tan incomplet o insuficient que s'ha fet una imatge en restauració d'una sèrie de desenvolupament connectat per emplenar els buits amb hipòtesis i reconstruint els membres no trobats mitjançant síntesi comparativa."

## Publicacions

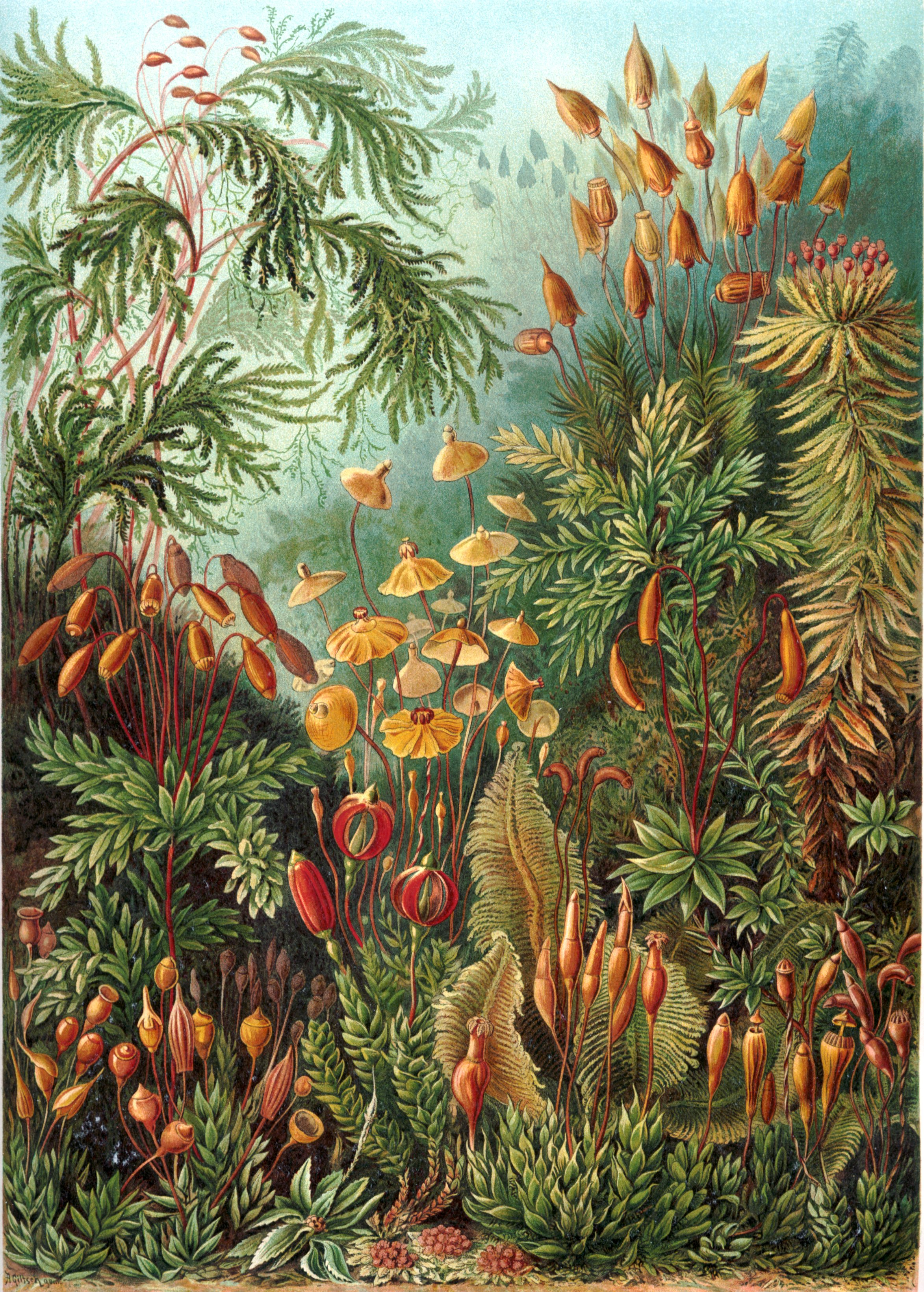
Kunstformen - làmina 72: Muscinae

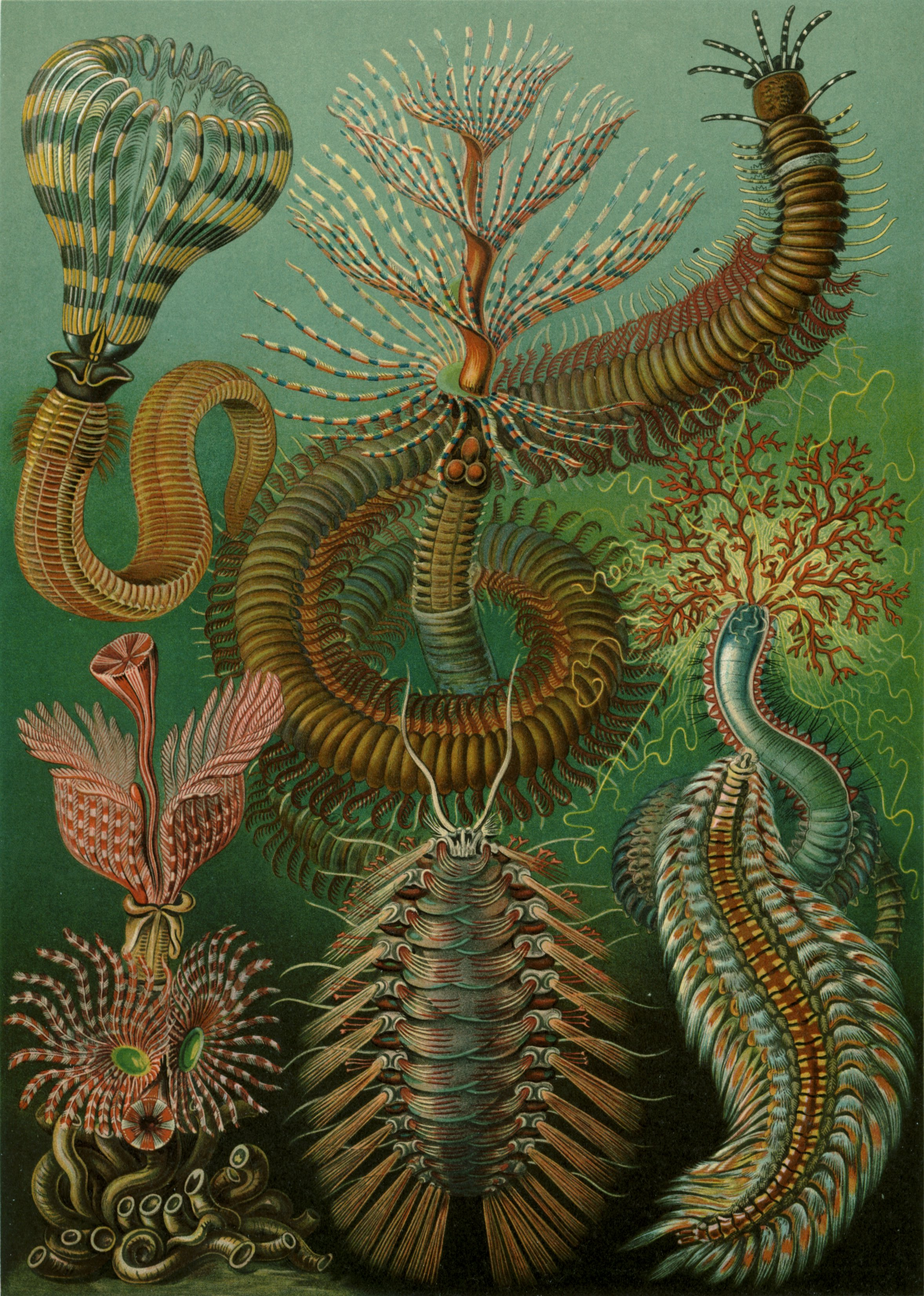
Kunstformen - làmina 96: Chaetopoda

Les publicacions de Haeckel, que va treballar com a professor de la Universitat de Jena durant 47 anys, van ser nombroses i en celebrar el seu seixantè aniversari a Jena, el 1894, Haeckel ja havia produït 42 obres, amb unes 13.000 pàgines, a més de nombrosos relats autobiogràfics científics i il·lustracions.

Les monografies de Haeckel inclouen: Radiolaria (1862), Siphonophora (1869), Monera (1870) i Esponges calcàries (1872), així com diversos informes Challenger com: Meduses del fons marí (1881), Siphonophora (1888), Keratosa del fons marí (1889), un altre Radiolaria (1887), il·lustrat amb 140 làmines sobre més de quatre mil noves espècies.
Entre els seus nombrosos llibres, Ernst Haeckel va escriure Morfologia general (1866);
Natürliche Schöpfungsgeschichte (1868, (La història natural de la creació) reimprès el 1883); Freie Wissenschaft und freie Lehre (1877, Llibertat en la ciència i l'ensenyament), en rèplica a un discurs en què Virchow s'oposava a l'estudi de l'evolució a les escoles, basant-se en el fet que l'evolució era una hipòtesi no provada; Die systematische Phylogenie (1894, La filogènia sistemàtica), que ha estat considerat el seu millor llibre, Anthropogenie (1874, que va arribar a la cinquena edició, ampliada el 1903), sobre l'evolució humana; Die Welträthsel (1895-1899, també escrit Die Welträtsel; Über unsere gegenwärtige Kenntnis vom Ursprung des Menschen (1898; Der Kampf um den Entwickelungsgedanken (1905; Die Lebenswunder (1904, un suplement de Die Welträthsel; també llibres de viatge com Indische Reisebriefe (1882, Notes de viatge de l'Índia) i Aus Insulinde: Malayische Reisebriefe (1901, Notes de viatge de Malàisia), els fruits dels viatges a Sri Lanka i Java; Kunstformen der Natur (1904, Formes artístiques de la natura), amb làmines molt detallades que representen formes de vida animal marina; i Wanderbilder (1905, Imatges de viatge), amb reproduccions de pintures a l'oli i paisatges.